# 劉迪
劉迪（リュウ・テキ、Liu Di、1959年4月24日 - ）は、日本在住の中国人政治学者。杏林大学総合政策学部教授。専門は中国政治と経済。

## 略歴
黒竜江省ハルビン市出身。中国社会科学院大学院修士課程修了、早稲田大学大学院博士前期課程修了、同大学院博士後期課程修了、2003年　法学博士。論文の題は「近代中国における連邦主義思想 」。 
人民日報社外報部記者を経て来日。早稲田大学外国人研究員、慶應義塾大学訪問講師、早稲田大学客員講師（専任）を経て、現職。
早稲田大学比較法研究所特別研究員、中国社会科学院法学研究所特別研究員兼任。

## 著書
- 『現代西方新聞法制概述』（中国法制出版社、1998年）
- 『近代中国における連邦主義思想』（成文堂、2009年）
- 『鳩山由紀夫――日本民主党政治的開幕』（東方出版社、2009年）

など。